# Varbergs slottsförsamling
Varbergs slottsförsamling var en församling för de boende i Varbergs slott i nuvarande Göteborgs stift och i nuvarande Varbergs kommun. Församlingen uppgick 1844 i Träslövs församling.

## Administrativ historik
Församlingen bildades senast 1693, då den ingick i ett pastorat med Träslövs församling som moderförsamling. Församlingen uppgick 1844 i Träslövs församling.

## Befolkningsutveckling
| Befolkningsutvecklingen i Varbergs slottsförsamling 1750–1780                                           | Befolkningsutvecklingen i Varbergs slottsförsamling 1750–1780 | Befolkningsutvecklingen i Varbergs slottsförsamling 1750–1780 | Befolkningsutvecklingen i Varbergs slottsförsamling 1750–1780 | Befolkningsutvecklingen i Varbergs slottsförsamling 1750–1780 |
| --- | ------------------------------------------------------------- | ------------------------------------------------------------- | ------------------------------------------------------------- | ------------------------------------------------------------- |
| |                                                               |                                                               |                                                               |                                                               |
| År |                                                               |                                                               | Folkmängd                                                     |                                                               |
| 1750 | 1750                                                          |                                                               | 185                                                           |                                                               |
| 1760 | 1760                                                          |                                                               | 105                                                           |                                                               |
| 1769 | 1769                                                          |                                                               | 203                                                           |                                                               |
| 1780 | 1780                                                          |                                                               | 136                                                           |                                                               |
| Anm: Källor: Umeå universitet - Tabellverket 1749-1859, Demografiska databasen, CEDAR, Umeå universitet |                                                               |                                                               |                                                               |                                                               |